# Acmaeoderopsis prosopis
Acmaeoderopsis prosopis är en skalbaggsart som beskrevs av Davidson 2006. Acmaeoderopsis prosopis ingår i släktet Acmaeoderopsis och familjen praktbaggar. Inga underarter finns listade i Catalogue of Life.